# Étienne Capoue
Étienne Capoue (Niort, 1988. július 11. –) francia labdarúgó, a La Ligában szereplő Villarreal védekező középpályása. Nemzetközi szinten játszott az U18-as, az U19-es, illetve az U21-es válogatottban, utóbbiban ő volt a csapatkapitány. Bátyja, Aurélien Capoue szintén labdarúgó.

## Pályafutása

### Korai évek
Capoue Niort községében született Deux-Sèvres tartományában, és pályafutását hazája klubjában a Chamois Niortais klubjában kezdte. 2002-ben elhagyta csapatát, és a Poitou-Charentes régióban lévő Chauray csapatához szerződött. Két évet maradt a klubnál, és az Angers klubjához szerződött, mely Pays de la Loire tartományában található. A Toulouse ellen felhívta magára a figyelmet jó képességei miatt, szerződést is ajánlott neki a klub, azonban más nagy csapatok, többek között a Lille, az Auxerre és a Bordeaux is szívesen látta volna soraiban. Capoue azonban a Toulouse csapatát választotta, elmondása szerint a jó időjárás és az elismert ifiakadémiája miatt. 2005-ben közös megegyezés alapján már a Toulouse akadémiáján rúgta a bőrt.

### Toulouse
2006-ban a labdarúgó klubja mellett még az U18-as nemzeti csapatnál is jelen volt. A 2007-08-as szezonban a negyedosztályban játszott az amatőrök között. A szezon felénél azonban a nagycsapat menedzsere Alain Casaonova meghívta a keretbe. 2007 december 8-án debütált a Lille ellen, csapata 1-0-ra nyert. A következő héten a Paris Saint-Germain gárdája fogadta őket a híres Parc des Princesben. Étienne 71 percet játszott a meccsen, a Toulouse pedig 2-1-re győzött a legnagyobb párizsi klub ellen. Később, december 19-én bemutatkozott az UEFA-kupában is a Szpartak Moszkva ellen a csoportkörben, klubja szintén nyerni tudott, ismét 2-1-re.
2008 februárjában aláírt a klubhoz 3 évre Cheikh M'Bengue, akivel Capoue még a válogatottban játszott, aztán a klub a Rennes csapatától két olyan játékost – név szerint Moussa Sissoko és Étienne Didot – szerződtetett, akik szintén védekező középpályásként játszanak. A tró egészen jó teljesített a szezonban, 36 mérkőzést húztak le a csapatban. A klub elszenvedte a szezonban az első vereségét a Bordeaux ellen, 2-1-re kapott ki. Capue 14 sárgalapot szerzett a szezonban, második lett a listán a Valenciennesben szereplő Siaka Tiéné mellett. Azonban jelölést kapott az Év legjobb fiatal játékosa díjra, melyet később meg is nyert, majd klubja 2013-ig szerződést meghosszabbította a szerződését.
A 2009-10-es szezonban Capoue iránt érdeklődött néhány nagy múltú klub, az olasz Lazio, valamint a két angol klub, az Arsenal és a Liverpool. 2009. november 16-án a fiatal tehetség ezekre úgy reagált, hogy plusz 1 éves szerződést írt alá jelenlegi klubjához. 41 teljes mérkőzést játszott le, ezeken 17 sárgalapot gyűjtött be.

### Tottenham Hotspur
2013. augusztus közepén jelentette be a Tottenham Hotspur gárdája, hogy megállapodtak a játékossal és klubjával Capoue leigazolásáról. Augusztus 18-án mutatkozott be Mousa Dembélé cseréjeként a Crystal Palace ellen a Selhurst Parkban.

### Watford
2015. július 6-án négyéves szerződést kötött a szintén angol Watford csapatához.2019 májusában az idény legjobb játékosának választották meg klubjában.

### Villarreal
2020. december 30-án bejelentették, hogy két és fél évre aláírt a spanyol Villarreal csapatához és 2021. január 4-én vált hivatalosság a szerződtetése.
2021. május 26-án Capoue-t választották a mérkőzés legjobbjának a Villarreal Manchester United elleni győzelmében a 2021-es UEFA Európa Liga döntőben. A győzelem a Villarreal első jelentősebb trófeáját jelentette a klub történetében.

### Válogatott
Capoue ifjúsági szinten a válogatottban részt vett az U18-as, az U19-es, és az U21-es válogatottakban.
Az U18-as csapatban mindössze 4 mérkőzésen szerepelt, 2006. március 14-én debütált Németország ellen, a franciák akkor 2-1-re győztek.
A 19 évesek között szintén 2006-ban debütált a Sendai Kupa sorozatban a Tóhoku régió japán csapata ellen. A 3 szerzett gólból Capue egyszer betalált. 2007-ben–részben emiatt is– bekerült a 2007-es U19-es Európa-bajnokság keretébe is, ahol egy gólt szerzett Lengyelország ellen. A csoportkör első két mérkőzéséről hiányzott sérülése miatt, de részt vett a negyeddöntő és az elődöntő mérkőzésén, utóbbin csapata vereséget szenvedett a spanyolok ellen. Ezek után már az U21-es csapatban próbált szerencsét, összességében 14 mérkőzésen 3 gólt szerzett.
2008. november 19-én Capoue debütált az U21-es csapatban Dánia ellen. A következő mérkőzést a válogatottja Tunézia játszotta a Stade Olympique de Sousse stadionban, Capoue ekkor a csapatkapitány volt, és a mérkőzés után a csapat alapember lett. A 2009-es Touloni Ifjúsági Tornán is ő volt a csapat vezéregyénisége, honfitársa, Mamadou Sakho pedig a helyettese volt. Capue lesz majd valószínűleg 2011-es U21-es Európa-bajnokság francia keretének a csapatkapitánya is.

## Pályafutása statisztikái
2020. december 26-i állapot szerint
| Klub              | Szezon            | Liga | Liga  | Kupa | Kupa  | Ligakupa | Ligakupa | Európa | Európa | Összesen | Összesen |
| Klub              | Szezon            | Mérk | Gólok | Mérk | Gólok | Mérk     | Gólok    | Mérk   | Gólok  | Mérk     | Gólok    |
| ----------------- | ----------------- | ---- | ----- | ---- | ----- | -------- | -------- | ------ | ------ | -------- | -------- |
| Toulouse          | 2007-08           | 5    | 0     | 0    | 0     | 0        | 0        | 1      | 0      | 6        | 0        |
| Toulouse          | 2008-09           | 32   | 1     | 3    | 0     | 1        | 0        | 0      | 0      | 36       | 1        |
| Toulouse          | 2009-10           | 33   | 0     | 1    | 0     | 2        | 0        | 7      | 0      | 43       | 0        |
| Toulouse          | 2010-11           | 37   | 2     | 1    | 0     | 1        | 0        | 0      | 0      | 39       | 2        |
| Toulouse          | 2011–12           | 33   | 3     | 0    | 0     | 1        | 0        | 0      | 0      | 34       | 1        |
| Toulouse          | 2012–13           | 34   | 7     | 2    | 0     | 2        | 0        | 0      | 0      | 38       | 7        |
| Összesen          | Összesen          | 174  | 13    | 7    | 0     | 7        | 0        | 8      | 0      | 196      | 13       |
| Tottenham Hotspur | 2013–14           | 12   | 1     | 0    | 0     | 1        | 0        | 5      | 0      | 18       | 1        |
| Tottenham Hotspur | 2014–15           | 12   | 0     | 2    | 1     | 1        | 0        | 3      | 0      | 18       | 1        |
| Összesen          | Összesen          | 24   | 1     | 2    | 1     | 2        | 0        | 8      | 0      | 36       | 2        |
| Watford           | 2015–16           | 33   | 0     | 3    | 0     | 0        | 0        | 0      | 0      | 36       | 0        |
| Watford           | 2016–17           | 37   | 7     | 1    | 0     | 1        | 0        | 0      | 0      | 39       | 7        |
| Watford           | 2017–18           | 23   | 1     | 2    | 1     | 1        | 1        | 0      | 0      | 26       | 3        |
| Watford           | 2018–19           | 33   | 1     | 5    | 2     | 1        | 1        | 0      | 0      | 39       | 4        |
| Watford           | 2019–20           | 30   | 0     | 0    | 0     | 0        | 0        | 0      | 0      | 30       | 0        |
| Watford           | 2020–21           | 11   | 0     | 0    | 0     | 0        | 0        | 0      | 0      | 11       | 0        |
| Összesen          | Összesen          | 167  | 9     | 11   | 3     | 3        | 2        | 0      | 0      | 181      | 14       |
| Villarreal        | 2020–21           | 0    | 0     | 0    | 0     | –        | –        | 0      | 0      | 0        | 0        |
| Karrier összegzés | Karrier összegzés | 365  | 23    | 20   | 4     | 12       | 2        | 16     | 0      | 413      | 29       |

## Sikerei, díjai
- Villarreal
  - Európa-liga: 2020–21

## Fordítás
Ez a szócikk részben vagy egészben  az   Étienne Capoue című angol Wikipédia-szócikk fordításán alapul.  Az eredeti cikk szerkesztőit annak laptörténete sorolja fel. Ez a jelzés csupán a megfogalmazás eredetét és a szerzői jogokat jelzi, nem szolgál a cikkben szereplő információk forrásmegjelöléseként.